# Stéphanie de Virieu

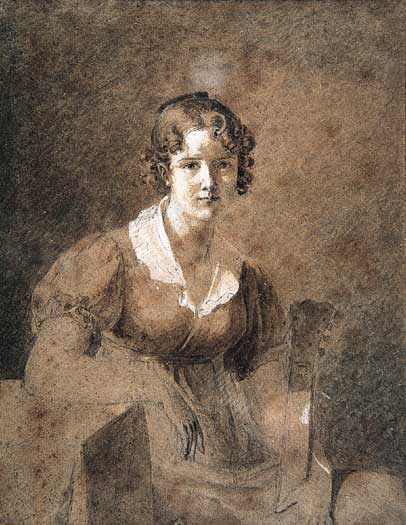
Autoritratto, 1810

Stéphanie de Virieu (Poudenas, 14 luglio 1785 – Poudenas, 9 maggio 1873) è stata una pittrice e scultrice francese.

## Biografia
Era figlia di François-Henri de Virieu, deputato della nobiltà agli Stati generali del 1789 e colonnello del reggimento Royal Limousin, che fu ucciso durante l'assedio di Lione nel 1793. 
Allieva di David, ha prodotto molte opere di vario soggetto, in particolare i ritratti di Joseph de Maistre e di Lamartine (1816) amico, quest'ultimo, del fratello Aymon de Virieu.